# Kia Niro
Kia Niro — гибридный компактный кроссовер, созданный корпорацией Kia Motors в 2016 году. Является первым гибридным кроссовером марки. Kia Niro второго поколения будет представлен на фотографиях в Сеуле 25 ноября 2021 года на автосалоне в Сеуле.

## Разработка

### Концепт 2013 года
Концепт автомобиля дебютировал в 2013 году на Франкфуртском авто-шоу. Дизайн автомобиля разработал Петер Шрайер. В результате получился компактный спортивный трёхдверный кроссовер с дверьми-ножницами. Передняя ось приводилась 1,6-литровым четырёхцилиндровым рядным силовым агрегатом Gamma, выдававшим 160 л. с., через семиступенчатую автоматическую коробку передач с двойным сцеплением. Задняя ось соединялась с электрической силовой установкой мощностью 45 л. с..

### Концепт-кар KX-3 (2014)
Концепт Kia KX-3 представлен в 2014 году на Guangzhou Auto Show. Предыдущий концепт стал больше, перейдя в нишу компактных SUV: длина увеличилась до 4260 мм, ширина — до 1765 мм. Силовая установка с турбонаддувом приводила все четыре колеса через семиступенчатую трансмиссию с двойным сцеплением.

## Версии авто
Модель 2017 года была представлена в 2016 году на Чикагском автосалоне. Автомобиль комплектовался гибридной силовой установкой общей мощностью 139 л. с., при этом расход топлива снизился до 4,7—5,5 л на 100 км благодаря легким материалам, использованным в конструкции кузова (высокопрочные стали и алюминиевые сплавы). Объем батареи составил 1,56 кВт·ч, а масса около 33 кг.
Автомобиль позиционировался как «негибридный» («un-hybrid») в смысле большего удобства в сравнении с другими гибридами. Продажи Kia Niro в Южной Корее стартовали 31 Марта 2016 года и за первый месяц было реализовано рекордное количество экземпляров для гибридных автомобилей, в том числе превышен результат Hyundai Ioniq.
В 2018 году появилась версия автомобиля с возможностью подзарядки батареи, объём которой увеличился до 8,9 кВт·ч.

### Рекорд Гиннесса 2016
В декабре 2016 года Kia Niro была официально зарегистрирована в Книге рекордов Гиннесса как самый экономный гибрид по результатам пробега из Лос-Анджелеса в Нью-Йорк.